# 達赫拉克海洋國家公園
15°36′55.3″N 40°0′17.7″E / 15.615361°N 40.004917°E
達赫拉克海洋國家公園是厄立特里亞的國家公園，位於該國中部北紅海區，處於達赫拉克群島，該水域估計有325種魚類棲息，可以進行水肺潛水活動。